# Stackören (Kumlinge, Åland)
Stackören är en ö i Åland (Finland). Den ligger i Skärgårdshavet och i kommunen Kumlinge i landskapet Åland, i den sydvästra delen av landet. Ön ligger omkring 48 kilometer öster om Mariehamn och omkring 230 kilometer väster om Helsingfors.
Öns area är 6,5 hektar och dess största längd är 430 meter i öst-västlig riktning.